# 扬州市第三人民医院
扬州市第三人民医院，是中国江苏省的一所医院，为二级甲等医院，位于扬州市广陵区友谊路13号。

## 规模
扬州市第三人民医院总床位300张，日门诊量82人次。